# Конуи (река)
Конуи (англ. Conwy), англизированное название Ко́нуэй (англ. Conway) — река на севере Уэльса. Длина реки по разным источникам от 43 до 55 км. Площадь бассейна по разным оценкам составляет от 300 до 678 км². В пределах водосбора наблюдается значительные различия годового количества осадков от 500 мм до более 3500 мм. Река берёт начало из крупнейшей в Уэльсе болотной системы Минейт (Migneint) и впадает в бухту Конуэй Ирландского моря. Крупнейшими притоками являются реки Махно (Machno), Лледр (Lledr) и Ллугви (Llugwy). Средний расход воды — 18,59 м³/с. Основными биологическими ресурсами реки являются кумжа, атлантический лосось.